# صوفيا سيرجيو
صوفيا سيرجيو (بالإيطالية: Sophia Sergio)‏ هي عارضة إيطالية، ولدت في 16 فبراير 1992 في نابولي في إيطاليا.